# Lauterbach (Schauenstein)

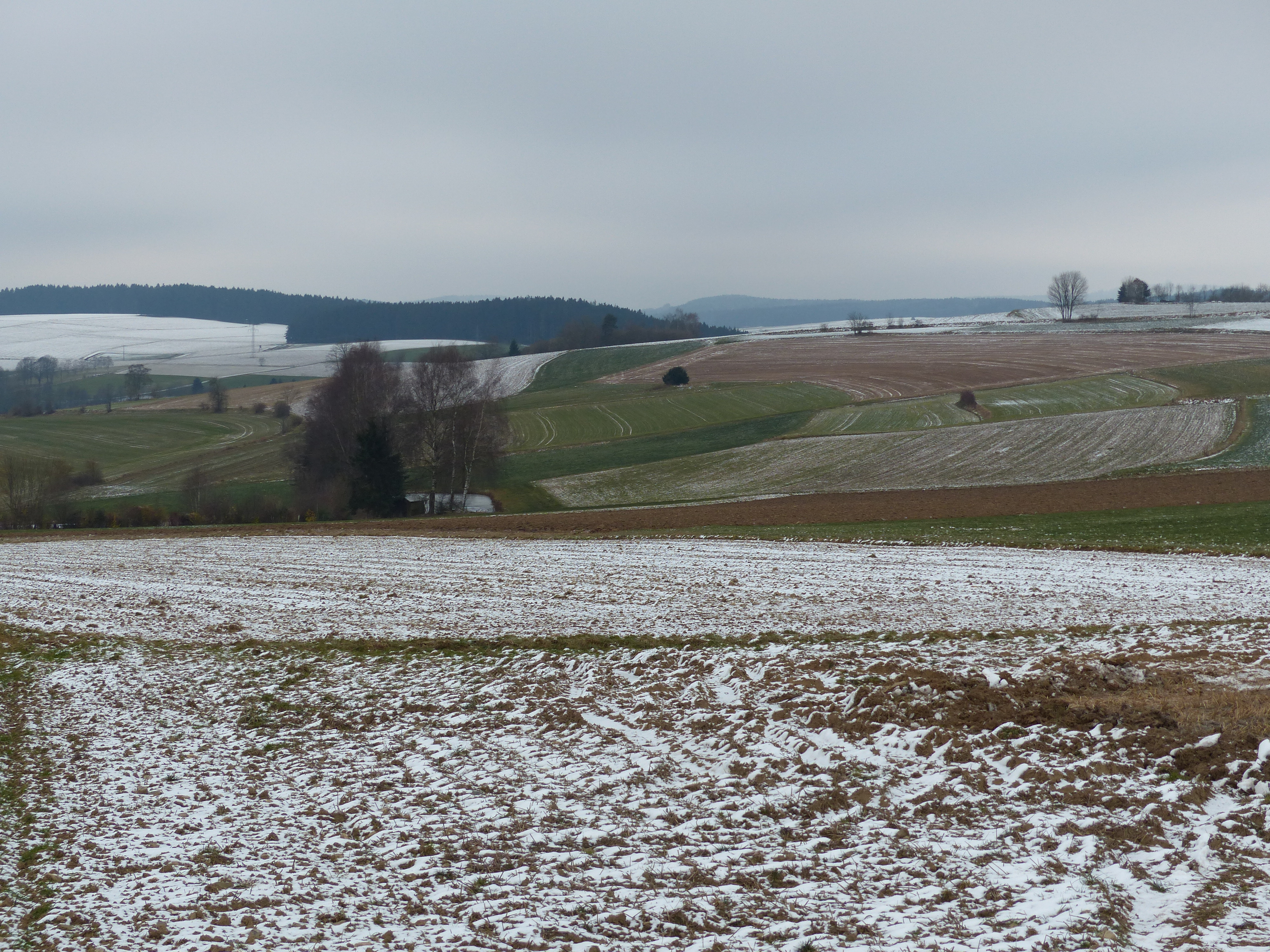
Standort der Wüstung aus Richtung Neudorf, Fluren laufen sternförmig zusammen

Lauterbach ist eine Wüstung bei Volkmannsgrün im Stadtgebiet von Schauenstein im oberfränkischen Landkreis Hof.
Der Ort Lauterbach wurde urkundlich 1386 und 1388 beim Verkauf der Herrschaft Schauenstein durch die Wolfstriegel an die Burggrafen von Nürnberg genannt, 1393 befand er sich im Besitz eines Heinrich Reuß von Plauen. Wie andere Orte der Umgebung wurde er in den Folgejahren verwüstet und danach nicht wieder besiedelt. 1398 und 1402 wurde Lauterbach als Wüstung genannt. Im Lehenbuch des Burggrafen Johann von 1408 ist Lauterbach, ebenso wie Reuschen, nicht mehr erwähnt. Die Flur Lauterbachwiese zeugt von der Lage des Ortes. Dies haben auch die beiden Lehrer und Flurnamenforscher Flechtner und Reitzenstein 1935 bestätigt. Es ist in der Nähe kein Bach bekannt, der namensgebend gewesen sein könnte. 
Der Name Lauterbach scheint bereits bergmännisch geprägt zu sein, da die Erzwäsche mittels eines Lautertroges vorgenommen wurde. In der Region gibt es noch eine Wüstung Lauterbach bei Kirchenlamitz. Scherben- und Schlackenfunde südlich und nordöstlich der Wüstung sind Hinweise auf Bergbautätigkeiten. Ein 1408 bei Schauenstein einmalig genanntes Bergwerk auf Gold und Silber konnte bisher nicht näher verortet werden, könnte aber mit dem angrenzenden „Goldberg“ in Verbindung stehen. 
Der Ort befand sich unmittelbar nördlich der heutigen Staatsstraße St2693 in Richtung Neudorf. Die sternförmig zusammenlaufenden Fluren orientieren sich im Süden am alten Verlauf der heutigen Staatsstraße. Diese in Ost-West-Richtung verlaufende Altstraße befand sich gegenüber der heutigen Streckenführung etwas weiter nördlich und verlief bogenförmiger. Östlich der Wüstung ist sie als verfüllter Hohlweg noch erkennbar. Die Anordnung der Fluren und Scherbenfunde machten schließlich eine Zuordnung der Wüstung möglich. In Schloss Seehof als Sitz der mittleren Denkmalschutzbehörde sind etliche Funde dokumentiert. Der Bereich ist als Bodendenkmal D-4-5736-0023 geschützt. In Verbindung mit der Wüstung steht eine weitere, in Nord-Süd-Richtung verlaufende Altstraße, die von Schauenstein kommend direkt nach Süden bis nach Edlendorf führt; es handelt sich heute um überwiegend landwirtschaftlich genutzte Wege.